# Hun als onderwerp
In de spreektaal in Nederland, evenals in veel Nederlandse dialecten, komt behalve zij, ze en die ook het woordje hun als onderwerpsvorm voor het persoonlijk voornaamwoord van de derde persoon meervoud voor. In Vlaanderen en Suriname komt dit gebruik van hun niet voor. Het gebruik van hun als onderwerpsvorm wordt door veel taalgebruikers zeer sterk afgekeurd binnen de Nederlandse standaardtaal. De Algemene Nederlandse Spraakkunst stelt dat het als fout dient te worden beschouwd en uitgesloten is in het Standaardnederlands. Ook alle taaladviesboeken en -websites keuren het gebruik van deze vorm af.

## Grammatica
Het voornaamwoord hun heeft volgens de traditionele regels drie grammaticale basisfuncties: 
- die van bezittelijk voornaamwoord voor de derde persoon meervoud: Maria pakte hun bal af.;.[noot 1]
- die van persoonlijk voornaamwoord voor de derde persoon meervoud in de functie van meewerkend voorwerp, zonder voorzetsel: Maria gaf hun de bal.;
- als vorm voor de derde persoon meervoud bij het ondervindend voorwerp: Het spijt hun erg, dat ze de bal hebben afgepakt.

Naast deze standaardtalige vormen komt hun dus ook voor als onderwerpsvorm voor de derde persoon meervoud:  
*Hun hebben dat gedaan.

Van oudsher wordt hiervoor in de standaardtaal in alle gevallen zij (beklemtoond) of ze (onbeklemtoond) gebruikt: 
Zij/ze hebben dat gedaan. 

## Geschiedenis en verspreiding
De onderwerpsvorm hun werd in 1911 voor het eerst opgetekend, onder meer rond Haarlem, als vervanging van het dialectale hullie. Ook Anne Frank gebruikte in de onbewerkte versie van haar dagboek hun al als onderwerp. Na de Tweede Wereldoorlog moet het verschijnsel zich echt in brede kringen zijn gaan verspreiden in met name het westen van Nederland. In 1954 werd er in het decembernummer van Onze Taal melding van gemaakt. Later zijn ook oudere sprekers het gaan overnemen.
Hun in de functie van onderwerp is inmiddels gemeengoed in de Zuid-Hollandse stadsdialecten. Het wordt ook bij sprekers die zich meer aan het Standaardnederlands aanpassen regelmatig gehoord.

## Onderzoek
Er zijn verschillende verklaringen voorgesteld voor de opkomst van hun als onderwerp. De eerste is dat de derde persoon meervoudsvormen ze en zij identiek zijn aan de vormen van het persoonlijk voornaamwoord van de derde persoon enkelvoud vrouwelijk. Het gebruik van hun in plaats van zij of ze als onderwerp vermindert deze ambiguïteit. Ten tweede lijkt hun als onderwerp alleen te kunnen verwijzen naar personen, en niet naar zaken of abstracte begrippen. Op grond hiervan stelden onderzoekers van de Radboud Universiteit in 2010 dat het Nederlandse taalsysteem hierdoor efficiënter wordt.

- Waar zijn de kinderen? Hun spelen in de zandbak.
- Zie je de koeien? Hun staan in de wei. (zeer twijfelachtig of uitgesloten)
- Waar zijn de boeken? Hun liggen op de bank. (uitgesloten)

Taalkundige Roeland van Hout stelt dat het gebruik een voorbeeld is van een algemene behoefte aan benadrukbare taalvormen als onderwerp. Door de verzwakking van zij naar ze zou er ruimte zijn gekomen voor hun.
Uit een sociolinguïstisch onderzoek dat in 2006 werd uitgevoerd door studenten van de Radboud Universiteit bleek het gebruik van hun als onderwerp het sterkst aanwezig in en rondom Beek bij Nijmegen, Swalmen en Schijndel. Van de onderzochte plaatsen was Eijsden de enige waar hun als onderwerp nooit voorkwam.
Verschillende taalkundigen spraken in de periode 1998-2011 de verwachting uit de onderwerpsvorm hun binnen enkele decennia algemeen geaccepteerd zou zijn en in gebruik alleen maar toe zou nemen. Ook de taalkundige Roeland van Hout heeft de verwachting uitgesproken dat hun als onderwerp stand zal houden. Hij wijst tevens op een parallelle ontwikkeling in het Zweeds, waar de, de onderwerpsvorm van het persoonlijk voornaamwoord voor de derde persoon meervoud, sinds de 18e eeuw dezelfde uitspraak heeft als de bijbehorende voorwerpsvorm dem, namelijk /dom/. In 2020 sprak taalkundige Helen de Hoop echter de verwachting uit dat hun als onderwerp snel weer zou verdwijnen. Ze vermoedde dat dit het gevolg was van de zeer strenge taalnormering, de onverwachte uitbreiding van hypercorrectief hen als meewerkend voorwerp zonder voorzetsel, en het gebruik van die als persoonlijk voornaamwoord.